# Lignairolles
Lignairolles é uma comuna francesa na região administrativa de Occitânia, no departamento de Aude. Estende-se por uma área de 7,31 km². Em 2010 a comuna tinha 46 habitantes (densidade: 6,3 hab./km²).